# 铁门站
铁门站是一个陇海铁路上的铁路车站，位于河南省洛阳市新安县铁门镇，建于1915年，目前为三等站，邮政编码为471832。目前客运：办理旅客乘降；行李、包裹托运；货运：办理整车、零担货物发到；不办理罐装危险货物到达。